# John Steven Satterthwaite
John Steven Satterthwaite (Randwick, 11 agosto 1928 – Port Macquarie, 23 aprile 2016) è stato un vescovo cattolico australiano.

## Biografia
John Steven Satterthwaite nacque l'11 agosto 1928 a Randwick, un sobborgo di Sydney.
Frequentò prima la Ashford State School e in seguito al St Joseph's College, nel sobborgo di Hunters Hill, gestito dai fratelli maristi, sempre ad Hunters Hill. Nel 1946 si iscrisse alla facoltà di ingegneria civile all'Università di Sydney laureandosi nel 1949. Terminati gli studi, lavorò per due anni presso la compagnia Australian Iron & Steel di Port Kembla, un sobborgo di Wollongong.

### Ministero sacerdotale
Decise di seguire la sua vocazione al sacerdozio e nel 1951 iniziò gli studi ecclesiastici. Studiò filosofia presso il St Columba's Catholic College a Springwood e iniziò gli studi di teologia presso il Seminario di San Patrizio a Manly, venendo però inviato poco tempo dopo a Roma per completare gli studi presso il Pontifical Irish College e la Pontificia Università Lateranense.
Fu ordinato presbitero a Roma il 16 marzo 1957 dall'arcivescovo Luigi Traglia.
Tornato in Australia si incardinò nella diocesi di Armidale, dove fu nominato assistente parrocchiale della parrocchia di Glen Innes. Nel 1962 divenne segretario del vescovo Edward Doody e cancelliere della diocesi, nonché rettore del St Mary's Minor Seminary.

### Ministero episcopale
Il 6 marzo 1969 papa Paolo VI lo nominò vescovo coadiutore di Lismore, assegnandogli la sede titolare di Tignica. Ricevette l'ordinazione episcopale il 1º maggio seguente per imposizione delle mani del cardinale Norman Gilroy. Succedette al governo della diocesi il 1º settembre 1971.
Durante gli anni del suo ministero fu promotore di diverse iniziative diocesane: istituì un Consiglio pastorale e un Consiglio presbiterale ed elaborò un piano di riforma parrocchiale per una migliore efficienza. Fu un sostenitore delle riforme proposte dal Concilio Vaticano II in materia liturgica e supervisionò a tal riguardo il restauro e l'ampliamento della cattedrale, i cui lavori iniziarono nel 1986. Profuse un costante impegno a favore degli enti di beneficenza sul territorio diocesano, sostenendo il St Vincent's Hospital a Lismore, la St Joseph's Cowper Children's Home e due case di riposo. Fu impegnato anche nella restaurazione e nell'ampliamento delle strutture diocesani, come scuole e ospedali e case di assistenza.
Resse la diocesi per 30 anni, rassegnando le dimissioni il 1º dicembre 2001.
Morì a Port Macquarie il 23 aprile 2016, all'età di 87 anni.

## Genealogia episcopale
La genealogia episcopale è:
- Cardinale Scipione Rebiba
- Cardinale Giulio Antonio Santori
- Cardinale Girolamo Bernerio, O.P.
- Arcivescovo Galeazzo Sanvitale
- Cardinale Ludovico Ludovisi
- Cardinale Luigi Caetani
- Cardinale Ulderico Carpegna
- Cardinale Paluzzo Paluzzi Altieri degli Albertoni
- Papa Benedetto XIII
- Papa Benedetto XIV
- Papa Clemente XIII
- Cardinale Marcantonio Colonna
- Cardinale Giacinto Sigismondo Gerdil, B.
- Cardinale Giulio Maria della Somaglia
- Cardinale Carlo Odescalchi, S.I.
- Cardinale Costantino Patrizi Naro
- Cardinale Serafino Vannutelli
- Cardinale Domenico Serafini, O.S.B.
- Cardinale Pietro Fumasoni Biondi
- Arcivescovo Filippo Bernardini
- Cardinale Norman Gilroy
- Vescovo John Steven Satterthwaite